# 2411 Zellner
2411 Zellner è un asteroide della fascia principale. Scoperto nel 1981, presenta un'orbita caratterizzata da un semiasse maggiore pari a 2,2251881 UA e da un'eccentricità di 0,0867871, inclinata di 1,61442° rispetto all'eclittica.